# CRD102 BMW R100
La #CRD102 BMW R 100 es una motocicleta customizada y fabricada para clientes en los Emiratos Árabes, Estados Unidos, Russia y Hong Kong.
Con esta moto no se ha pretendido recrear el género Cafe Racer, sino que han jugado con el potencial de la moto original, implementándola con materiales de última generación parecidas a los antiguos, pero mejorando su rendimiento. Es otra de las máquinas totalmente únicas y llamativas de Cafe Racer Dreams.
El color plateado en mate de la #CRD102contrasta con las ruedas Continental que le dan un aspecto más agresivo. Además la moto ha sido recableada usando elementos de "Motogadget" y se ha añadido una "m-Unit" muy eficaz. Las partes más distintivas son el asiento de cuero que hace juego con los puños de cuero marrón, manteniendo un elegante aspecto clásico. Y el tubo de escape ha sido hecho a mano en los talleres de BMW dejando muy limpio los lados de la moto.
FICHA TÉCNICA:
- Modelo base > BMW R100.
- Año > 1981.
- Construcción > Cafe Racer Dreams.
- Tiempo > 6 semanas.
- Fabricante > BMW.
- Tipo > Bicilíndrico boxer.
- Cilindrada > 980 cc.
- Carburadores > Bing.
- Filtro de aire > CRD.
- Escape > CRD.
- Chasis > BMW + sub chasis CRD.
- Amortiguadores > Hagon.
- Tipo > Multitubular.
- Horquilla > Original.
- Faro > CRD.
- Manillar > Renthal Ultra Low.
- Mando arranque > Tiny.
- Velocímetro > Motogadget Tiny.
- Mando luces > Motogadget.
- Puños > Biltwell.
- Llanta delantera, Freno, Pinza > Original.
- Neumático delantero > Continental TKC 80.
- Depósito de gasolina > BMW.
- Asiento > Cafe Racer Dreams.
- Neumático trasero > Firestone Deluxe.
- Guardabarros, Porta matrícula, Piloto > Cafe Racer Dreams.
- Diseño Pintura > Cafe Racer Dreams.